# 細尾海馬屬
細尾海馬屬，為輻鰭魚綱棘背魚目海龍科的其中一屬。

## 下属物种
- 細尾海馬（Acentronura gracilissima）
- 南非細尾海馬（Acentronura tentaculata）